# Курсел де Турен
Курсел де Турен (фр. Courcelles-de-Touraine) је насељено место у Француској у региону Центар, у департману Ендр и Лоара.
По подацима из 2011. године у општини је живело 502 становника, а густина насељености је износила 19,53 становника/km².

## Демографија
| 1962. | 1968. | 1975. | 1982. | 1990. | 2011. |
| ----- | ----- | ----- | ----- | ----- | ----- |
| 484   | 444   | 374   | 360   | 298   | 502   |